# Kurt Schuschnigg
Kurt Alois Josef Johann Schuschnigg (von 1898 bis 1919 amtlich Edler von Schuschnigg; * 14. Dezember 1897 in Riva del Garda, Tirol; † 18. November 1977 in Mutters, Tirol) war ein österreichischer Politiker.

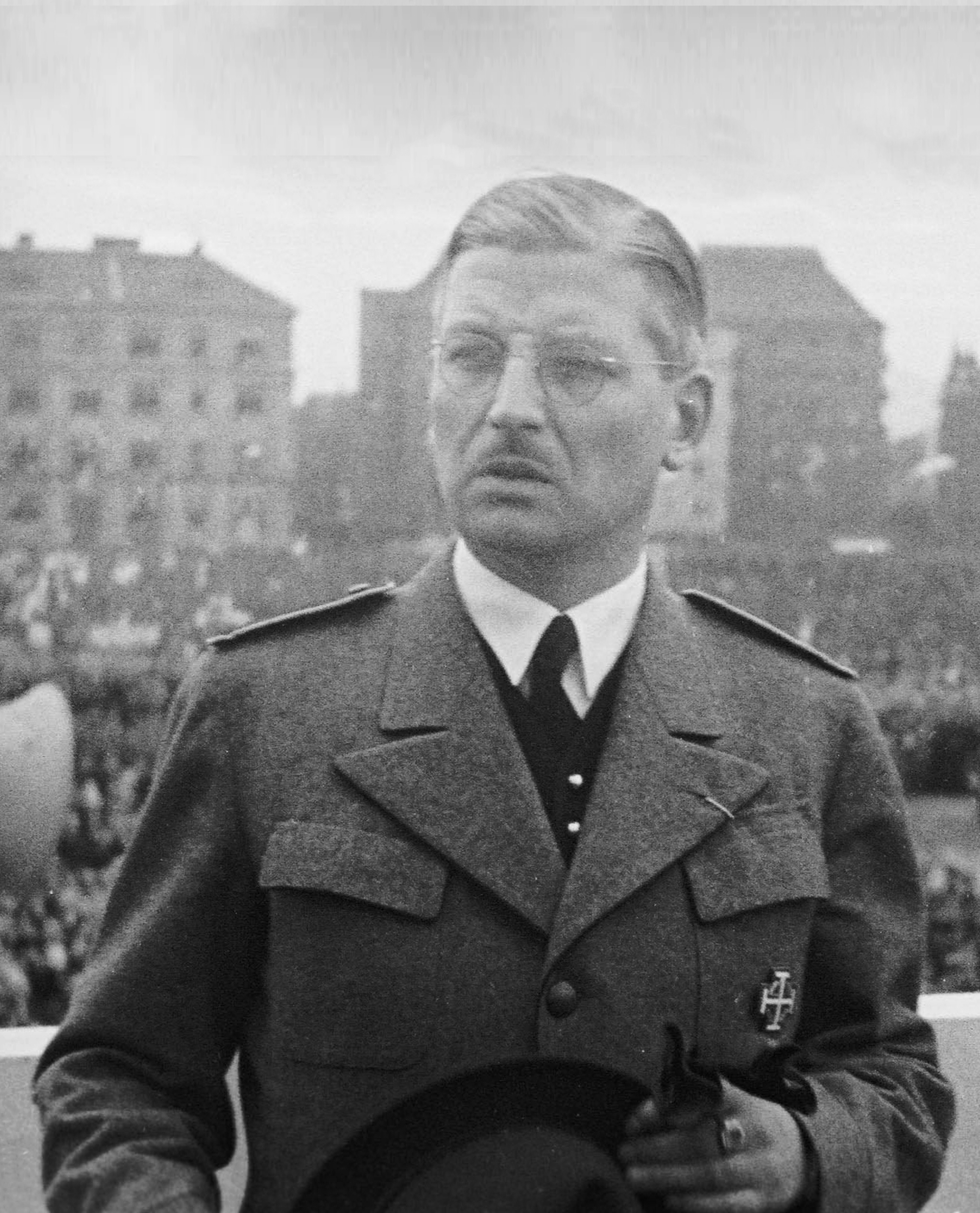
Kurt Schuschnigg (1936)

In dem von ihm als Justizminister mitkonzipierten austrofaschistischen Ständestaat war er vom 29. Juli 1934 bis zum 11. März 1938 diktatorisch regierender Bundeskanzler des Bundesstaates Österreich. Ab 1936 übernahm Schuschnigg auch die Führung der österreichischen Einheitspartei Vaterländische Front und führte den Titel „Bundeskanzler und Frontführer“.
Nach dem „Anschluss Österreichs“ wurde er von den Nationalsozialisten bis 1945 als „Schutzhäftling“ in verschiedenen Konzentrationslagern inhaftiert. Nach dem Ende des Zweiten Weltkriegs wurde er Bürger der Vereinigten Staaten und war dort als Professor für Staatsrecht tätig. 1968 kehrte er nach Österreich zurück, wo er 1977 starb.

## Leben

### Herkunft
Kurt Schuschnigg war Sohn einer in Tirol ansässigen altösterreichischen Offiziersfamilie, sein Großvater Alois Schuschnigg wurde 1898 aufgrund eines Offiziersprivilegs („Systemmäßiger Adel“) in den erblichen Adelsstand erhoben. Die Wurzeln der Familie liegen in Rottenstein in der heutigen Gemeinde Ebenthal bei Klagenfurt. Die Familie war slowenisch-kärntnerischer Abstammung. Sein Vater war der Offizier Artur Schuschnigg (1865–1938), seine Mutter Anna, geborene Wopfner (1872–1935), eine Schwester des Historikers Hermann Wopfner. Sein jüngerer Bruder war der spätere Kunsthistoriker und Rundfunkmitarbeiter Artur Schuschnigg (1904–1990).

### Junge Jahre und Politik
Kurt Schuschnigg besuchte die Jesuitenschule Stella Matutina in Feldkirch. Nach der Matura meldete er sich im Sommer 1915 als Einjährig-Freiwilliger zum Kriegsdienst im Ersten Weltkrieg. Er erlangte in der österreichisch-ungarischen Armee den Rang eines Leutnants und kämpfte u. a. in der 6. Isonzoschlacht. Zu Ende des Krieges geriet er in italienische Kriegsgefangenschaft, aus der er im September 1919 nach Österreich zurückkehrte. Nach dem Studium der Rechtswissenschaften (Dr. iur.) an den Universitäten Freiburg im Breisgau und Innsbruck eröffnete er 1924 eine Rechtsanwaltskanzlei. In Innsbruck war er seit 1919 Mitglied der katholischen Studentenverbindung AV Austria Innsbruck, damals im CV, heute im ÖCV. Weiters war er einer der Stifter der K.A.V. Rheno-Danubia Innsbruck. Zudem war er ehrenhalber unter anderem noch Mitglied der KaV Marco-Danubia Wien, KaV Norica Wien, KÖStV Austria Wien, KHV Babenberg Wien, KÖStV Rudolfina Wien, KÖHV Franco-Bavaria Wien, KÖHV Leopoldina Innsbruck und KÖHV Carolina Graz.
Gleichzeitig engagierte er sich auch in der Christlichsozialen Partei. Von 1927 an war er der jüngste Abgeordnete im Nationalrat. Da er der Heimwehr misstraute, gründete er 1930 einen eigenen Wehrverband, die betont katholischen und antisemitischen Ostmärkischen Sturmscharen.
1926 heiratete er Herma Masera, Tochter von Josef Masera aus Bozen, mit der er einen Sohn (Kurt, 1926–2018) hatte. Sie verstarb am 13. Juli 1935 bei einem Autounfall in der Nähe von Pichling bei Linz (Gedenkstein an der Bundesstraße 1). Kurt Schuschnigg überlebte den Unfall mit einer Schulterfraktur. Gerüchte über ein Attentat halten sich bis heute. Nach offiziellen Angaben war die Ursache aber ein während der Fahrt durch einen Stein beschädigtes Differential.

### Justizminister gegen die Demokratie

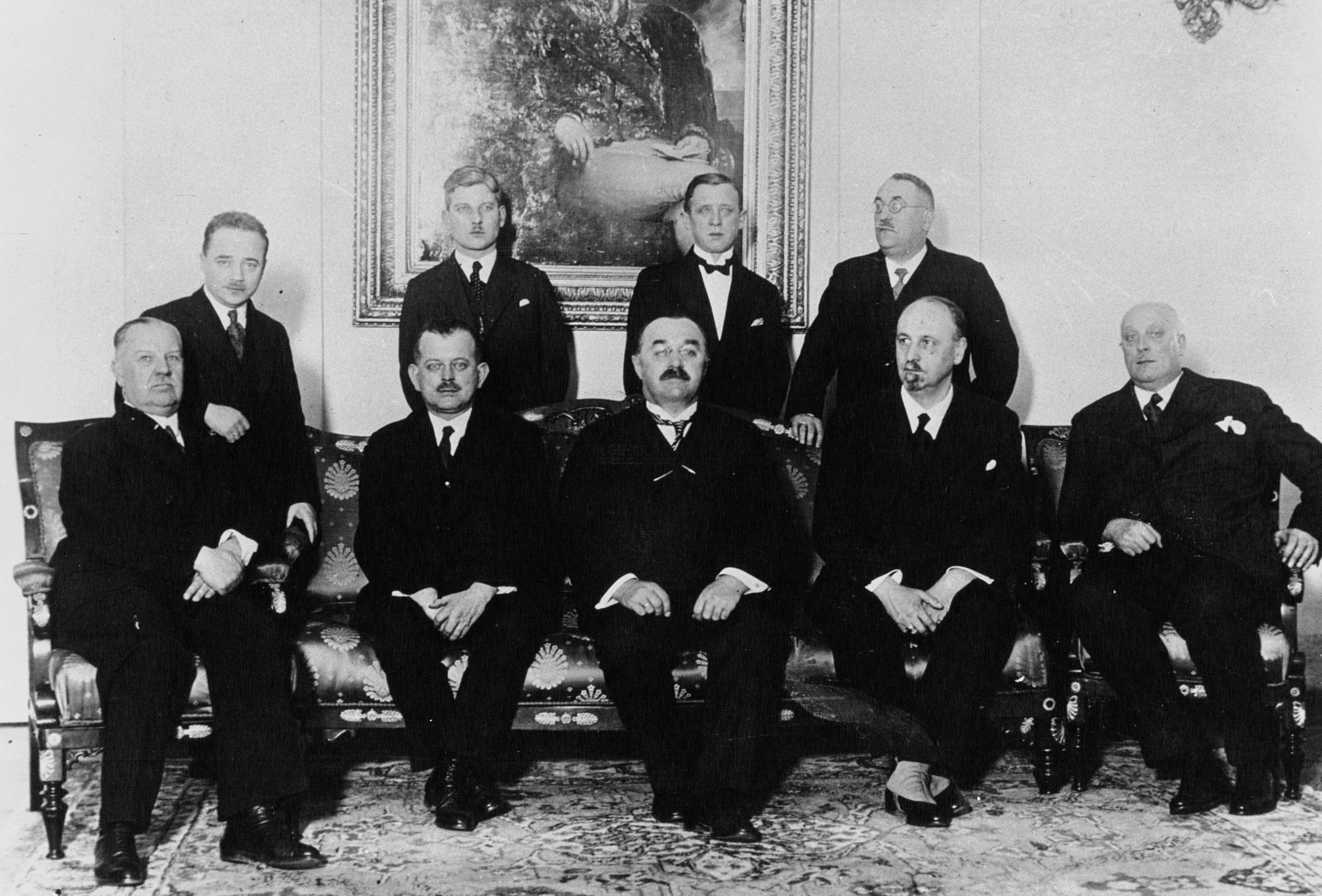
Regierung Buresch (1932). Von links, sitzend: Vaugoin, Winkler, Buresch, Weidenhoffer, Bundespräsident Miklas; stehend: Dollfuß, Schuschnigg, Czermak, Resch

1932 wurde er Justizminister im Kabinett von Bundeskanzler Karl Buresch bzw. in der Bundesregierung Dollfuß I. Schon damals wurde in der Bundesregierung offen über die Beseitigung der Demokratie diskutiert. Schuschnigg wird im Protokoll des Ministerrats vom 17. Juni 1932 unter Vorsitz Dollfuß’ mit der Wortmeldung erwähnt, „die Regierung stehe […] vor der Entscheidung, ob sie es weiter verantworten könne, mit dem Parlament zu arbeiten und ob der nächste Kabinettswechsel nicht gleichbedeutend mit der Ausschaltung des Parlaments sein müsste“.
1933 wurde Schuschnigg zusätzlich Unterrichtsminister. Die 1920 abgeschaffte Todesstrafe wurde auf sein Betreiben mit dem Standrecht vom 11. November 1933 wieder eingeführt.

### „Arbeitermord“ oder „Fauxpas“
Nach dem auch als Bürgerkrieg bezeichneten Februaraufstand 1934 weigerte sich Schuschnigg in seiner Eigenschaft als Justizminister, dem Bundespräsidenten Gnadengesuche von Februarkämpfern vorzulegen. Vielmehr ließ Schuschnigg als abschreckendes Beispiel, um die Kämpfe schneller zu beenden, acht der Dutzenden Todesurteile sofort vollstrecken, unter anderem am schwer verwundeten Karl Münichreiter. Dollfuß und Schuschnigg wurden daher von der Sozialdemokratie noch Jahrzehnte später „Arbeitermörder“ genannt. Viele Jahre später bezeichnete Schuschnigg in einem Fernsehinterview Münichreiters Hinrichtung als „Fauxpas“.

### Bundeskanzler 1934–1938

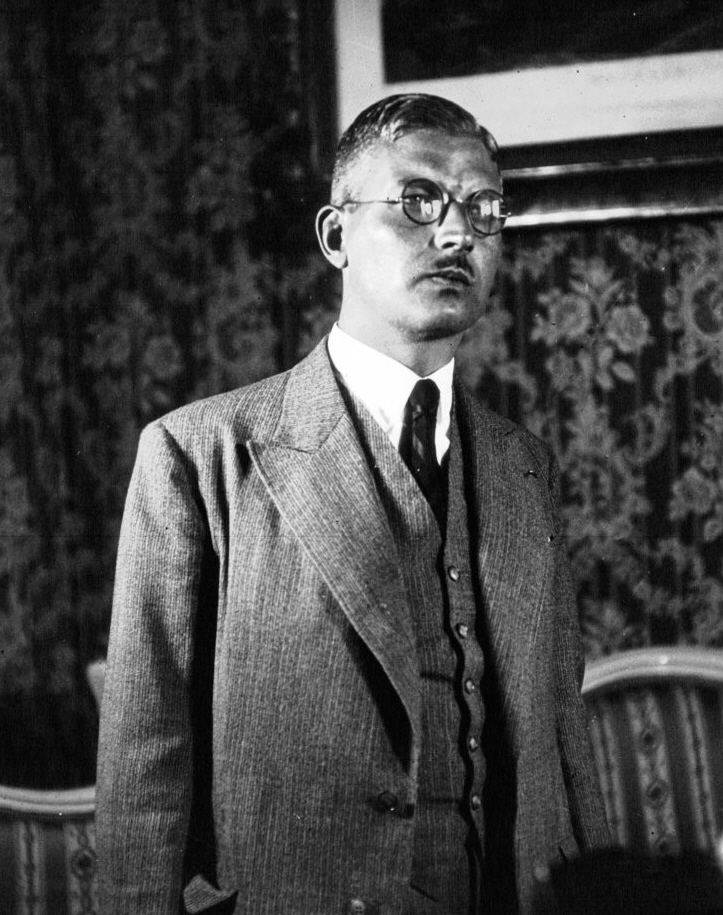
Kurt Schuschnigg 1934 in Genf

#### Innenpolitik
Nachdem Engelbert Dollfuß – der das Parlament ausgeschaltet, alle Parteien verboten und den Verfassungsgerichtshof lahmgelegt hatte – beim Juliputsch vom österreichischen Nationalsozialisten Otto Planetta ermordet worden war, folgte ihm Schuschnigg 1934 im Amt des Bundeskanzlers. Von 1934 bis 1936 wohnte er im Palais Augarten, dann bis März 1938 in einem Seitenflügel des Oberen Belvederes in Wien.
Die Regierung Schuschniggs wird in der Forschung wechselweise als Halbfaschismus, halb-faschistische Diktatur, Klerikal-Faschismus oder Austrofaschismus bezeichnet. Wie Dollfuß diktatorisch regierend, versuchte Schuschnigg den austrofaschistischen „Ständestaat“ nach seinen Vorstellungen zu formen, was ihm aber nicht gelang. Er versuchte, Österreich als zweiten, christlichen, im Vergleich zum Deutschen Reich „besseren deutschen Staat“ zu positionieren.
Im September 1934 erreichte die Zahl der politischen Häftlinge, die in Anhaltelagern und Notarresten festgehalten wurden, 13.338. Insgesamt wurden rund 16.000 Österreicher aus politischen Gründen im „Ständestaat“ inhaftiert.
Im Mai 1935 erließ er das „Bundesgesetz zum Schutze des Ansehens Österreichs“, mit dem vor allem ausländische Presseerzeugnisse verboten werden konnten.

#### Außenpolitik

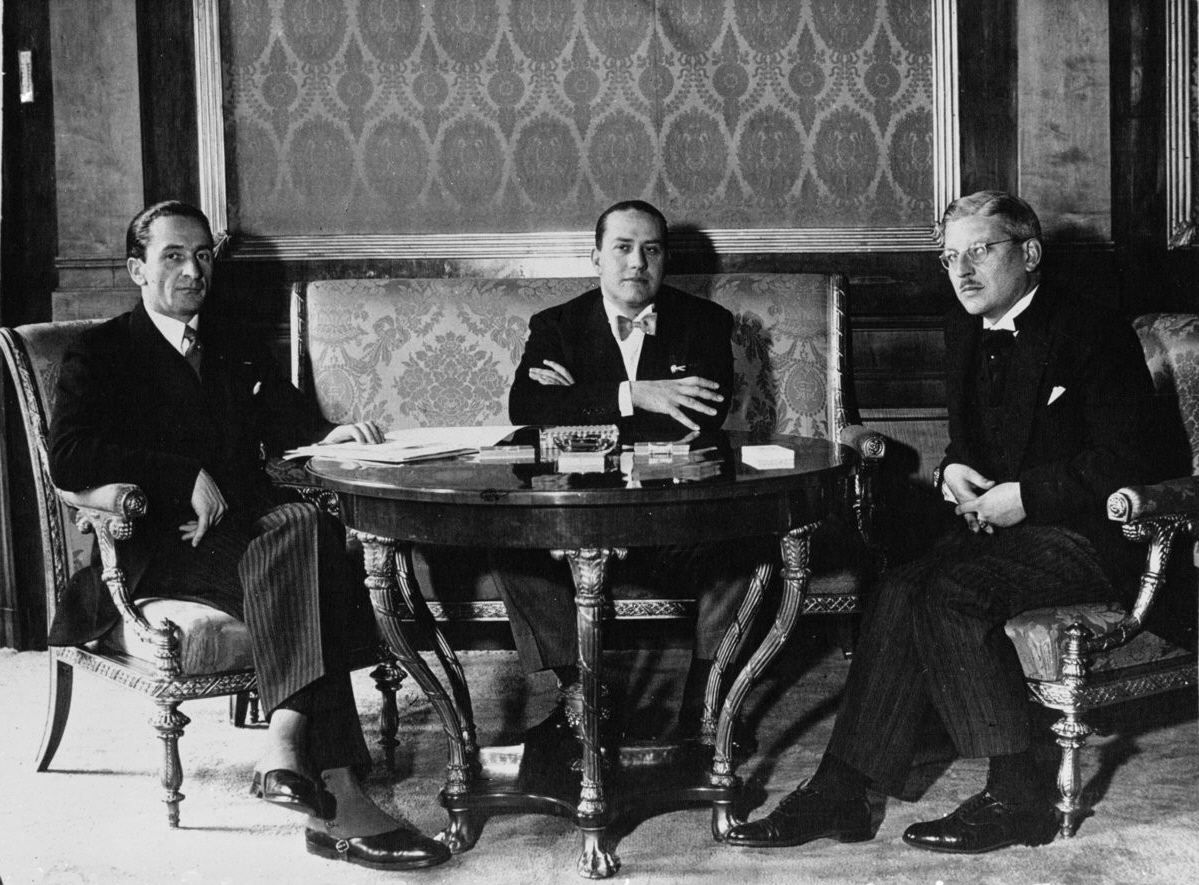
Schuschnigg mit Galeazzo Ciano und Guido Schmidt (v. r. n. l.), bei der Wiener Dreierkonferenz am 12. November 1936

Auf eine Schutzmacht angewiesen, begab sich Schuschnigg in noch stärkere Abhängigkeit von Benito Mussolinis Faschismus, als dies schon unter Dollfuß der Fall gewesen war. Nach der Besetzung Äthiopiens durch Italien benötigte der international isolierte Mussolini aber Hitlers Rückendeckung, wodurch Österreich unter immer stärkeren Druck des Deutschen Reichs kam.
1936 kam es daher zum so genannten Juliabkommen, in dem Hitler zwar die Souveränität Österreichs anerkannte und die 1933 eingeführte Tausend-Mark-Sperre aufhob, dafür aber verlangte, dass die österreichische Außenpolitik der deutschen entsprechen müsse. Zusätzlich wurden die dem Nationalsozialismus nahestehenden Politiker Edmund Glaise-Horstenau (als Minister ohne Portefeuille) und Guido Schmidt (als Staatssekretär für Äußeres) in die Regierung und Arthur Seyß-Inquart in den Staatsrat aufgenommen. Viele Nationalsozialisten ließen sich im Rahmen der Einheitspartei Vaterländische Front unter dem Deckmantel des so genannten „Volkspolitischen Referats“ oberflächlich ins Regime integrieren.
In einem geheimen Teil dieses Juliabkommens wurden viele zuvor verbotene nationalsozialistische Zeitungen wieder erlaubt. Unter anderem wurde durch diesen Schritt der Untergang des Austrofaschismus eingeleitet. Schwierigkeiten hatte Schuschnigg auch mit den Vertretern der Heimwehr in der Regierung.

#### Der „Anschluss“ Österreichs

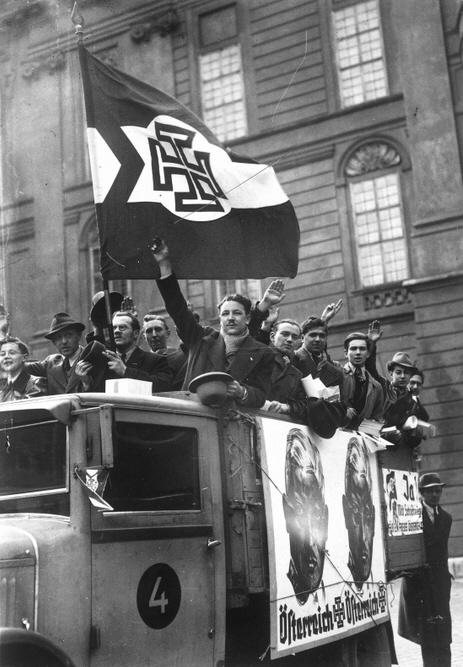
LKW mit Anhängern Schuschniggs, Wahlaufruf für die Unabhängigkeit, 10. März 1938

Hitler erhöhte seit Anfang 1938 den Druck. Am 12. Februar 1938 wurde Schuschnigg von Hitler auf den Berghof zitiert – zum Diktat des Berchtesgadener Abkommens. Hitler zwang Schuschnigg, den Nationalsozialisten Arthur Seyß-Inquart als Innenminister in sein Kabinett aufzunehmen. Ein Angebot der illegalen Sozialdemokraten zur Unterstützung des Kampfes für die Unabhängigkeit Österreichs lehnte Schuschnigg ab, da die Sozialdemokraten die Wiederzulassung ihrer Partei und freier Gewerkschaften zur Bedingung machten. Am 24. Februar 1938 beschwor er in einer öffentlichen Rede die Unabhängigkeit Österreichs: „Bis in den Tod! Rot-Weiß-Rot! Österreich!“ Inhalt und Ton von Schuschniggs Rede lösten bei Hitler erste Irritationen aus.
Schuschnigg versuchte noch eine Volksbefragung über die Unabhängigkeit Österreichs abzuhalten, welche selbst von den illegalen Sozialdemokraten und Kommunisten unterstützt worden wäre. Im ursprünglichen Konzept war noch von einer Volksabstimmung die Rede. Eine solche wäre aber aufgrund Artikel 65 verfassungswidrig gewesen, da sie nur für den Fall eines Konflikts der Regierung mit dem Bundespräsidenten oder der Gesetzgebung vorgesehen war. Innenminister Seyß-Inquart und Minister Edmund Glaise-Horstenau erklärten ihrem Bundeskanzler unverzüglich, dass die Abstimmung in dieser Form verfassungswidrig sei. Gemäß der Verfassung bestimmte der Bundeskanzler die Richtlinien der Politik, daher durfte er auch eine Volksbefragung über diese Richtlinien abhalten, und dazu war kein Gesetz notwendig. In der Parole wäre ein „Ja“ „keine Änderung“, sondern nur eine „Bekräftigung“ der Verfassung enthalten, und dazu bedurfte es keines Ministerratsbeschlusses. Überdies weilte der Minister Glaise-Horstenau in diesen Tagen auf einer Vortragsreise in Deutschland; der Ministerrat wäre somit nicht vollzählig gewesen.
In einer Rede am 9. März 1938 in Innsbruck kündigte Schuschnigg während einer Massenversammlung der Vaterländischen Front die Volksbefragung für Sonntag, 13. März 1938 an. Dieser Überraschungscoup war administrativ nicht vorbereitet.
Die Frage sollte lauten, ob das Volk ein „freies und deutsches, unabhängiges und soziales, ein christliches und einiges Österreich“ wolle oder nicht. Schuschnigg unterließ es, dazu das Kabinett zu befragen, da es sich nicht um eine Volksabstimmung, sondern um eine Volksbefragung handelte. Die Stimmauszählung sollte allein von der Vaterländischen Front vorgenommen werden. Die Angehörigen des Öffentlichen Dienstes sollten am Tage vor der Wahl in ihren Abteilungen geschlossen unter Aufsicht zur Wahl gehen und ihre ausgefüllten Wahlzettel ihren Vorgesetzten offen übergeben. Von der Absicht, dass in den Wahllokalen nur Stimmzettel mit dem Aufdruck „JA“ ausgegeben werden sollten, war Abstand genommen worden.
Ob das Plebiszit nun eine „Flucht nach vorn“ des österreichischen Kanzlers war oder ein „schwerer Fehler“, Hitler änderte seine Strategie und ging nun daran, sein Ziel sofort zu erreichen: Er befahl die Mobilmachung der für den Einmarsch vorgesehenen 8. Armee und wies Seyß-Inquart am 10. März an, ein Ultimatum zu stellen und die österreichischen Parteianhänger zu mobilisieren.
Hitler befürchtete offenbar, die Abstimmung könnte eine Mehrheit gegen den „Anschluss“ erbringen. Unter dem Druck Berlins musste Schuschnigg am 10. März die Volksbefragung absagen. Am 11. März, als die österreichischen Nationalsozialisten bereits vielerorts die Macht übernahmen und deutsche Polizeiexperten per Flugzeug in Wien eintrafen, wurde Schuschnigg zum Rücktritt gezwungen. Die Kanzlerschaft übernahm für drei Tage Seyß-Inquart, der dem Bundespräsidenten Wilhelm Miklas ebenso wie die danach vorgeschlagene neue Regierung als Ultimatum aufgezwungen wurde, widrigenfalls wurde von der deutschen Reichsregierung „der Einmarsch deutscher Truppen in Österreich für diese Stunde“ angedroht.
Am Abend des 11. März 1938, beginnend um 19:47 Uhr, hielt Schuschnigg im Bundeskanzleramt eine Rundfunkansprache, die von der RAVAG, dem damaligen österreichischen Rundfunk, aus der Zentrale in der Wiener Johannesgasse ausgesendet wurde. Diese historisch gewordene und in Teilen oft zitierte Abschiedsrede wird in der heutigen wissenschaftlichen Gesamtbetrachtung über den gut bekannten Schlusssatz „Gott schütze Österreich!“ hinaus als ambivalent und widersprüchlich dargestellt: Einerseits ist darin das starke Bekenntnis zum österreichischen Volk und dem österreichischen Staatsgebilde enthalten, das es vor dem Einmarsch Deutschlands zu schützen gegolten hätte. Andererseits spiegelt sich darin das zu jener Zeit noch immer stark verankerte Bild des gemeinsamen deutschen Blutes und der deutschen Nation mit der deutsch-nationalen Grundstimmung wider, sowie eines Österreichs, das als das bessere Deutschland wahrgenommen werden sollte. In Beauftragung des Bundespräsidenten erklärte er in seiner Rede, dass „wir [die Regierung] der Gewalt weichen“, dass aber unter keinen Umständen „deutsches Blut“ vergossen werden solle, weshalb das Bundesheer – das er als Wehrmacht benennt – keinen Einsatzbefehl erhalten hatte. Die Abschiedsrede im vollen Wortlaut:

„Österreicher und Österreicherinnen!
Der heutige Tag hat uns vor eine schwere und entscheidende Situation gestellt. Ich bin beauftragt, dem österreichischen Volke über die Ereignisse des Tages zu berichten: Die deutsche Reichsregierung hat dem Herrn Bundespräsidenten ein befristetes Ultimatum gestellt, nach welchem der Herr Bundespräsident einen ihm vorgeschlagenen Kandidaten zum Bundeskanzler zu ernennen und die Regierung nach den Vorschlägen der deutschen Reichsregierung zu bestellen hätte, widrigenfalls der Einmarsch deutscher Truppen in Österreich für diese Stunde in Aussicht genommen wurde. Ich stelle fest vor der Welt, dass Nachrichten, die in Österreich verbreitet wurden, dass Arbeiterunruhen gewesen seien, dass Ströme von Blut geflossen seien, dass die Regierung nicht Herr der Lage wäre und aus eigenem nicht hätten Ordnung machen können, von A bis Z erfunden sind.
Der Herr Bundespräsident beauftragt mich, dem österreichischen Volke mitzuteilen, dass wir der Gewalt weichen!
Wir haben, weil wir um keinen Preis, auch in dieser ernsten Stunde nicht, deutsches Blut zu vergießen gesonnen sind, unserer Wehrmacht den Auftrag gegeben, für den Fall, dass der Einmarsch durchgeführt wird, ohne wesentlichen Widerstand, ohne Widerstand sich zurückzuziehen und die Entscheidungen der nächsten Stunden abzuwarten. Der Herr Bundespräsident hat den Herrn General der Infanterie Schilhawsky, den Generaltruppeninspektor, mit der Führung der Wehrmacht betraut. Durch ihn werden die weiteren Weisungen an die Wehrmacht ergehen.
So verabschiede ich mich in dieser Stunde von dem österreichischen Volke mit einem deutschen Wort und einem Herzenswunsch: Gott schütze Österreich!“

Am nächsten Tag, dem 12. März, überschritten schließlich dennoch die Truppen der deutschen Wehrmacht die Grenze bei Braunau und marschierten ohne Widerstand in Österreich ein. Die Bundesregierung Seyß-Inquart vollzog den „Anschluss Österreichs“ am 13. März im Gleichklang mit der Reichsregierung in Berlin per Gesetz (Gesetz über die Wiedervereinigung Österreichs mit dem Deutschen Reich). Bundespräsident Miklas wollte dieses Gesetz nicht unterzeichnen und trat zurück. Da die Rechte des Bundespräsidenten in diesem Fall auf den Kanzler übergingen, unterzeichnete es Seyß-Inquart als Staatsoberhaupt und als Bundeskanzler. Beide Ämter gingen durch das Gesetz unter, das im April 1939 durch das „Ostmarkgesetz“ ergänzt wurde.

### Häftling der Gestapo in Wien
Schuschnigg stand von nun an im Belvedere unter Hausarrest und wurde ab Ende Mai von der Wiener Gestapo im ehemaligen Hotel Métropole, dem Wiener Gestapo-Hauptquartier, inhaftiert. Kurz darauf heiratete er als Häftling in zweiter Ehe Vera (1904–1959), geborene Czernin von Chudenitz. Sie war 1937 von Leopold Graf Fugger von Babenhausen geschieden worden; die Ehe war außerdem kirchlich annulliert worden. Mit Vera hatte Schuschnigg später eine Tochter.
Die Haftbedingungen waren in Wien schlecht und schikanös. Außerdem galt Schuschnigg als suizidgefährdet, weshalb er ständig beobachtet wurde. „Als er im Herbst 1938 nach München verlegt wurde, wog der 1,83 Meter große Schuschnigg knapp mehr als 40 Kilo.“

### Häftling in KZs 1939–1945
Schuschnigg wurde im Reichssicherheitshauptamt in der Prinz-Albrecht-Straße in Berlin verhört und danach in mehreren Konzentrationslagern inhaftiert: erst in Dachau, dann in Flossenbürg und ab 1941 schließlich in Sachsenhausen. Im KZ Sachsenhausen durfte er in einem separaten Haus leben, wohin ihn seine Frau und seine Kinder, die nicht inhaftiert waren, begleiteten.
Wie anderen inhaftierten wichtigen Politikern, Sozialisten und evangelischen Kirchenführern (z. B. Martin Niemöller) wurde Schuschnigg Prominentenstatus zuerkannt, der bevorzugte Behandlung bzw. einige Hafterleichterungen bedeutete. Eine so genannte Ostarbeiterin besorgte den Haushalt und begleitete Schuschniggs Frau zu Einkäufen in die Stadt. Schuschniggs Sohn Kurt (* 22. Mai 1926 in Innsbruck; † 25. Oktober 2018 in New York) ging täglich aus dem KZ Sachsenhausen ins Gymnasium und nächtigte später während seines Marinedienstes im Urlaub bei seinem Vater. Das Zugeständnis, mit dem Häftling leben zu dürfen, setzte bei der Familie die Bereitschaft voraus, über das KZ und den Aufenthalt Schuschniggs absolutes Stillschweigen zu bewahren.
Schuschnigg hatte angeblich auch die Möglichkeit, seine Möbel und seine umfangreiche Bibliothek in das von ihm bewohnte Haus im KZ bringen zu lassen. Die Ernährung soll aus „Diplomatenverpflegung“ mit täglich einer Flasche Wein bestanden haben. Diese Vergünstigungen wurden in Hinblick auf den nach dem Endsieg geplanten Schauprozess gegen Schuschnigg gewährt. Der internationalen Nachkriegsöffentlichkeit sollte damit die Großzügigkeit des „Dritten Reiches“ selbst gegenüber seinen Feinden bewiesen werden.

### Befreiung 1945
Im Frühjahr 1945 wurde Schuschnigg aus dem KZ Sachsenhausen in das KZ Dachau verlegt. Dort waren über 130 weitere ebenfalls prominente Sonder- und Sippenhäftlinge aus verschiedenen Konzentrationslagern als Geiseln zusammengelegt worden. Unter dem Befehl von SS-Obersturmführer Edgar Stiller und SS-Untersturmführer Bader, die den Auftrag hatten, die Gefangenen im Zweifelsfall zu liquidieren, brachen sie in drei Gruppen am 17., 24. (darunter Schuschnigg) und 26. April 1945 mit Bussen und Lastwagen in die Dolomiten auf. Im Südtiroler Niederdorf zwang am 30. April der Wehrmachts-Hauptmann Wichard von Alvensleben auf Befehl seines Vorgesetzten Heinrich von Vietinghoff mit seiner Kompanie die SS zur Aufgabe und zum Abzug. Am 4. Mai 1945 wurden Schuschnigg, seine Frau Vera und Tochter Elisabeth wie die anderen Geiseln von den Amerikanern übernommen.

### Amerikanischer Staatsbürger
Nach der Befreiung übersiedelten die Schuschniggs nach Italien, wo sie zwei Jahre lebten. Danach emigrierten Kurt und Vera Schuschnigg mit ihrer sechsjährigen Tochter Maria Dolores Elisabeth, über Vermittlung eines Freundes aus gemeinsamer Innsbrucker Zeit, in die USA, wo sie 1947 mit dem Schiff Saturnia in New York ankamen. Die Familie siedelte sich in St. Louis (Missouri) an, wo Kurt Schuschnigg an der Jesuitenhochschule Saint Louis University bis 1967 als Professor für Staats- und Politikwissenschaft lehrte. Im Jahr 1956 erhielten die Schuschniggs die amerikanische Staatsbürgerschaft. 1963 stellte er „einigermaßen verblüfft“ in einem Brief fest: „Komisch, dass ich in meinem Leben an keinem Platz länger ununterbrochen war als in St. Louis.“
1967 kehrte Schuschnigg nach Österreich zurück, betätigte sich aber nicht mehr politisch. Seine letzten Lebensjahre bis zu seinem Tod im Jahr 1977 verbrachte er, versorgt seit 1963 durch eine „stattliche Politikerpension“, die er aus seiner Zeit als Justizminister und Bundeskanzler erworben hatte, zurückgezogen in seinem Heimatort in Tirol.
Nach seiner Rückkehr wurde Schuschnigg „für den Bruch mit der demokratischen Verfassung von 1920/29, den er schon als Justizminister unter Engelbert Dollfuß systematisch herbeigeführt hatte“, von der österreichischen Justiz nicht zur Verantwortung gezogen. Mit seinen politischen Entscheidungen bis 1938 hat er sich kaum je kritisch auseinandergesetzt.
Seine Grabstätte befindet sich auf dem Friedhof in Mutters.

## Schriften
- Dreimal Österreich. Verlag Thomas Hegner, Wien 1937.
- Ein Requiem in Rot-Weiß-Rot. Aufzeichnungen des Häftlings Dr. Auster. Amstutz, Zürich 1946.
- Österreich. Eine historische Schau. Verlag Thomas Morus, Sarnen 1946.
- Im Kampf gegen Hitler. Die Überwindung der Anschlußidee. Amalthea, Wien 1988, ISBN 3-85002-256-0.
- Dieter A. Binder (Hrsg.): Sofort vernichten. Die vertraulichen Briefe Kurt und Vera von Schuschnigg 1938–1945. Amalthea, Wien 1997, ISBN 3-85002-393-1.

## Film
Das Schicksal der sogenannten prominenten Sippenhäftlinge u. a. auch Schuschniggs kurz vor Kriegsende wurde in einer zweiteiligen ZDF/ARTE Drama-Dokumentation Wir, Geiseln der SS verfilmt, die in zwei Teilen zu je 52 Minuten am 7. April 2015 in ARTE und am 14. April 2015 als 45-minütige Zusammenfassung Wir, Geiseln der SS – Odyssee vor Kriegsende im ZDF zum ersten Mal ausgestrahlt wurde. Für den ORF wurde eine 90-minütige Version erstellt, die am 10. April 2015 Premiere hatte. Schuschnigg wurde in diesem Film von Martin Thaler verkörpert.